# Ruy Barbosa
Ruy Barbosa de Oliveira (Salvador de Bahía, 5 de noviembre de 1849-Petrópolis, 1 de marzo de 1923) fue escritor, jurista y político brasileño, diputado, senador, ministro de finanzas e impuestos y diplomático. Se postuló sin éxito para la presidencia de Brasil en 1910 y nuevamente en 1919. Tras su participación en la Conferencia de La Haya de 1907 fue conocido como el «Águila de La Haya».
Ruy Barbosa dio su primer discurso público para la abolición de la esclavitud cuando tenía 19 años. Para el resto de su vida continuó una defensa intransigente de las libertades civiles. La Esclavitud en Brasil fue finalmente abolida por la Lei Áurea (Ley Dorada) en 1888. Parte del legado de Barbosa a la historia es su autorización, como ministro de finanzas en 1890, de la destrucción de la mayoría de los archivos gubernamentales relacionados con la esclavitud.
Las ideas liberales de Barbosa fueron influyentes en el proyecto de la primera constitución republicana (1891). Partidario del “dinero fiat”, como oposición al patrón oro en Brasil, durante su mandato como ministro de finanzas, implementó reformas de gran alcance en el régimen financiero del país, instituyendo una política monetaria expansionista. Sin embargo, el caos e inestabilidad producidos por el experimento fiat promoverían un contragolpe ortodoxo liderado por Murtinho.
A pesar de ser considerado un ícono del republicanismo brasileño, Barbosa se desencantó de dicho sistema político y realizó varios comentarios críticos al republicanismo en los últimos años de su vida. Dichas críticas serían reflotadas por los movimientos monárquicos brasileños de principios del siglo XXI, a pesar de que Barbosa no se convirtió en monarquista en vida, y de hecho entre las máximas políticas de Barbosa puede recordarse «La peor de las democracias es mil veces preferible a la mejor de las dictaduras».